# Куявія (Польща)

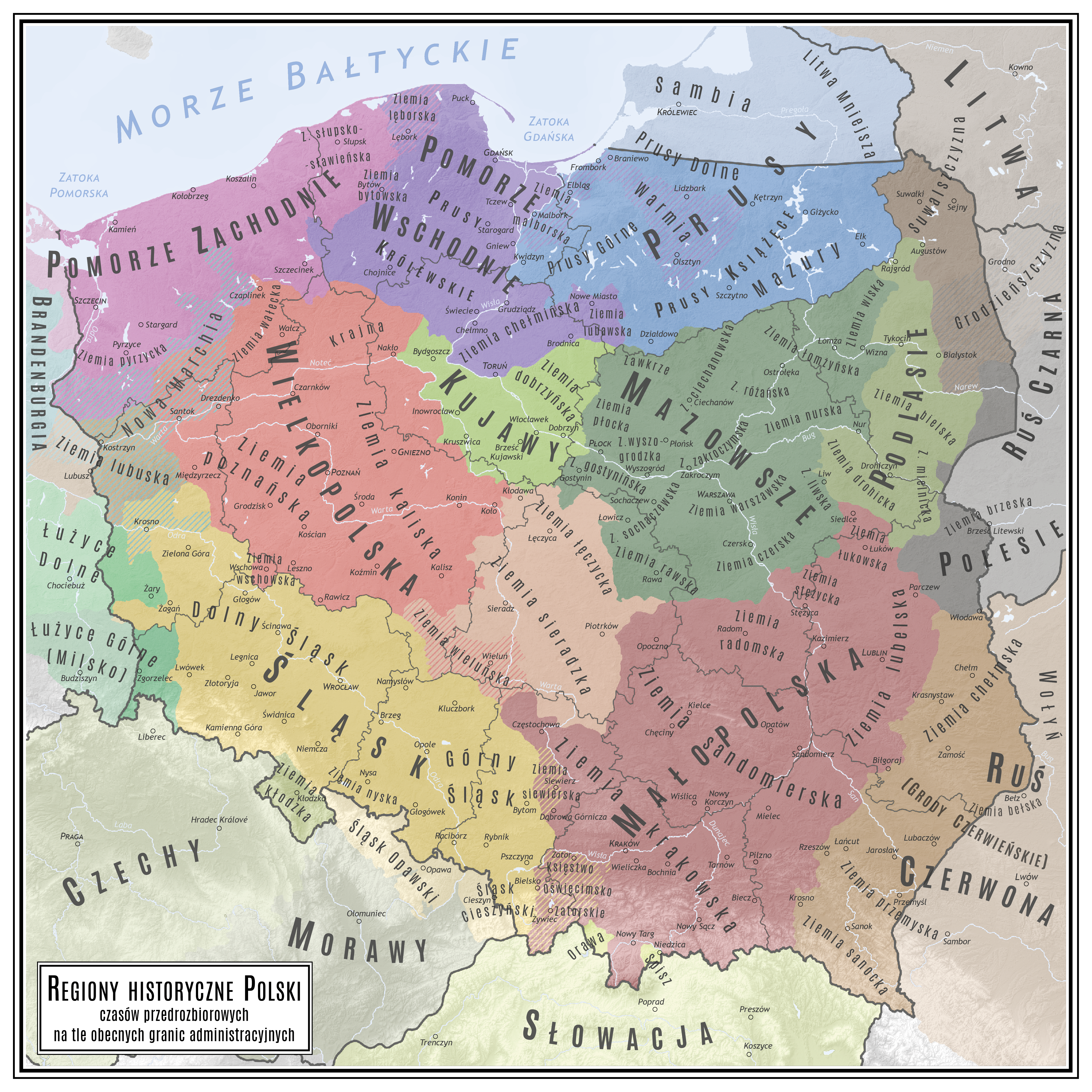
Куявія та інші історичні землі Польщі на тлі сучасних адміністративних кордонів

Куя́вія (пол. Kujawy) — історична область сучасної Польщі. Вона розташована на півночі Великопольщі, на захід від Мазовії та на схід від Померанії. Лежить між річками Вісла на сході та Нотець (Noteć) на заході. Більша, північна частина Куявії належить зараз до Куявсько-Поморського воєводства, а південна частина — до Великопольського.

## Назви
- Куявія (пол. Kujawy; нім. Kujawien)
- Куявська земля (пол. ziemia kujawska)

## Історія
В ранньому Середньовіччі дана область була обмежена територією Крушвиці (Kruszwica) і політично була частиною Великопольщі. В 11-му столітті в Крушвиці було встановлене єпископство. Не зважаючи на те, що воно згодом було розформоване, проте в 1123 чи 1124 було відновлене, а столиця області була перенесена до Влоцлавка. У 12-му столітті політичний вплив місцевих вельмож був поширений на більшу частину Мазовії. Враховуючи родючість землі та велику кількість річок, Куявія швидко розвивалась, а її населення зростало.
В 1186 році Куявія була захоплена великопольським князем Мєшком III, який встановив на Куявії князівство Мазовецьке для свого сина Болєслава Куявського (*1159—†1195). Після його смерті Куявія знову потрапила в склад Мазовії. Близько 1231 року мазовецький князь Конрад I Мазовецький відновив князівство Куявії для свого сина Казимира I Куявського. Після його смерті в 1267 році князівство було знову розділене на дві землі, якими володіли його спадкоємці, із столицями в Іновроцлаві та Бжесць-Куявському.